# Pauly Shore

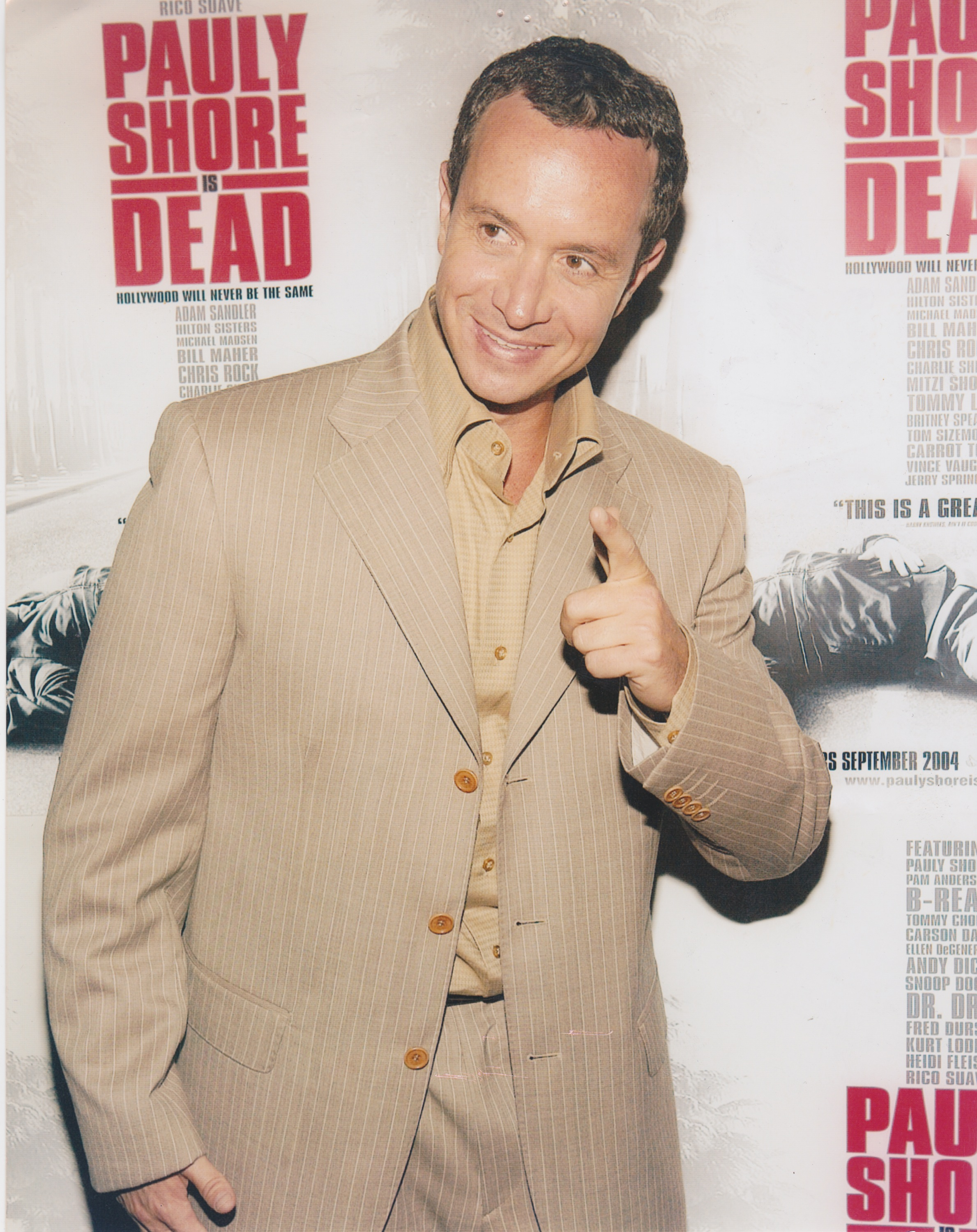
Pauly Shore (2008)

Paul Montgomery Shore, bardziej znany jako Pauly Shore (ur. 1 lutego 1968 w Los Angeles) – amerykański aktor, komik, reżyser, scenarzysta i producent, który wystąpił w kilku filmach komediowych w latach 90. XX wieku i prowadził program wideo na MTV w latach 80. i na początku 90. Shore nadal pełnił rolę komika i koncertował w 2012.

## Życiorys

### Wczesne lata
Urodził się w Los Angeles w rodzinie żydowskiej jako syn Mitzi Shore (z domu Saidel), która założyła The Comedy Store, i komika Sammy’ego Shore. Dorastał w Beverly Hills w Kalifornii. W 1986 ukończył Beverly Hills High School.

### Kariera
Zainspirowany pracą rodziców w komedii i przemyśle rozrywkowym, 17-letni Shore zadebiutował stand-up w Alley Cat Bistro w Culver City. Shore był prowadzony przez Sama Kinisona i stworzył kilka z jego pomysłów, uprawiał alter ego persona The Weasel.
W latach 1989–94 pełnił funkkcję VJa na antenie MTV, miał własny program Totally Pauly. Wydał również teledysk „Lisa, Lisa, One Guidelines”.
Debiutował na kinowym ekranie w komedii Na zawsze (For Keeps?, 1988) z Molly Ringwald. Wystąpił potem w komediach: Szalony zięć (Son in Law, 1993) i Służba nie drużba (In the Army Now, 1994). Główne role w komediach Jaskiniowiec z Kalifornii (Encino Man, 1992) obok Seana Astina i Brendana Frasera, Sędzia kalosz (Jury Duty, 1995) i Eko-jaja (Bio-Dome, 1996) z Stephenem Baldwinem przyniosły jemu Złotą Malinę jako najgorszego aktora i najgorszego Nowego Gwiazdora Dekady (2000). Wszystkie te filmy otrzymały ostro negatywne opinie, ponadto każdy zarobił mniej niż poprzedni.
Pojawił się na krótko w dwóch teledyskach zespołu Limp Bizkit: „N 2 Gether Now” (1999) jako dostawca pizzy i „Break Stuff” (2000).
W roku 2003 Shore produkował, napisał scenariusz, wyreżyserował i zagrał w pół-autobiograficzny filmie dokumentalnym Pauly Shore nie żyje (Pauly Shore is Dead). W 2010 roku wystąpił w dokumentalnym filmie Pauly Shore adoptuje (Pauly Shore's 'Adopted), gdzie podróżuje do Afryki, aby adoptować dziecko. Ponadto w swoim dorobku ma kilka filmów krótkometrażowych i wiele projektów realizowanych przez MTV, m.in. Funny or Die.

## Filmografia
- Na zawsze (For Keeps?, 1988) jako Retro
- Znów mieć 18 lat (18 Again!, 1988) jako Barrett
- Rock & Read (1988) jako Gospodarz
- Fantom centrum handlowego (Phantom of the Mall: Eric's Revenge, 1989) jako Buzz
- What's Alan Watching? (1989) jako Craig
- Wymarzona randka (Dream Date, 1989) jako Rudy
- Lost Angels (1989) jako Dzieciak
- Wedding Band (1990) jako Nicky
- Jaskiniowiec z Kalifornii (Encino Man, 1992) jako Stoney Brown
- Szalony zięć (Son in Law, 1993) jako Crawl
- Służba nie drużba (In the Army Now, 1994) jako Bones Conway
- Sędzia kalosz (Jury Duty, 1995) jako Tommy Collins
- Eko-jaja (Bio-Dome, 1996) jako Bud Macintosh
- Pauly (1997) jako Pauly Sherman
- Niełatwa forsa (The Curse of Inferno, 1997) jako Chuck Betts
- Kacper i Wendy (Casper Meets Wendy, 1998) jako Wyrocznia
- Hefner nieautoryzowany (Hefner: Unauthorized, 1999) jako Lenny Bruce
- The Princess and the Barrio Boy (2000) jako Wesley
- Dowód niewinności (Red Letters, 2000) jako Anthony Griglio
- Goofie w college‘u (Extremely Goofy Movie, An, 2000) jako Bobby Zimmeruski (głos)
- The Wash. Hiphopowa myjnia (The Wash, 2001) jako Man in Trunk
- Opposite Day  (2008) jako Robert Benson
- Bucky Larson: Urodzony gwiazdor (Bucky Larson: Born to Be a Star, 2011) jako AFA Emcee
- Randy Cunningham: Nastoletni ninja (2015) jako Kev (głos)
- Hell’s Kitchen  (2016)
- Sandy Wexler  (2017) jako Testimonialite
- Star Butterfly kontra siły zła  (2017) jako Johnny Blowhole (głos)
- Alone Together  (2018) w roli samego siebie